# Batalla de Bailén
La batalla de Bailén se libró durante la guerra de la Independencia española y supuso la primera derrota en campo abierto de la historia del ejército napoleónico. Tuvo lugar el 19 de julio de 1808 junto a la ciudad jienense de Bailén. Enfrentó a un ejército francés de unos 21 000 soldados al mando del general Dupont con otro español más numeroso (unos 27 000) a las órdenes del general Teodoro Reding, aunque el general en jefe del llamado Ejército de Andalucía era el general Castaños. Aunque la primera derrota del Ejército de Napoleón en territorio español ocurrió entre el 8 y el 14 de junio de 1808, en la batalla de la Poza de Santa Isabel, en la bahía de Cádiz.

## Preliminares
Las Juntas de gobierno de Sevilla (Junta Suprema de España e Indias) y Granada, bajo la presidencia de Francisco de Saavedra, comenzaron el reclutamiento de dos ejércitos, que debían cortar el camino a través de Sierra Morena a los franceses. El germen del Ejército de Andalucía lo formaban las tropas regulares del Campo de Gibraltar, 16 regimientos de infantería y tres de caballería al mando del general Castaños. Por su parte, Teodoro Reding comenzó el reclutamiento de un segundo ejército, donde se encontraba su Regimiento Suizo de Reding n.º 3, en la provincia de Granada. El reclutamiento fue masivo, destacando el número de voluntarios, que formaban más de la mitad del Ejército de Andalucía (unos 17 000 hombres). Al mando de todas las tropas Saavedra situó al general Castaños, otorgándole a través de la Junta plenos poderes ante la grave situación a que se enfrentaban los restos de la monarquía española. 
En comienzos de junio, Pierre Dupont partió de Madrid para someter Andalucía y rescatar a la escuadra francesa de Rosily, que permanecía en Cádiz. La dureza de la ruta, donde fueron acosados continuamente por guerrilleros y cruzaron poblaciones hostiles como Valdepeñas, que se levantó en armas el día 6, haciendo retroceder hasta Toledo a buena parte de su tropa (contienda de Valdepeñas), le llevó a saquear Córdoba el 13 de junio tras su victoria en la batalla del puente de Alcolea. Cuando recibió la doble noticia de que la flota francesa en Cádiz se había rendido el 14 de junio y que se estaba organizando un ejército para cortarle el paso, abandonó la ciudad y se recogió al amparo de Andújar, donde estableció su cuartel general el 18 de junio. El 26, recibe a la segunda división, al mando de Dominique Honoré Antoine Marie Vedel, que había derrotado a un contingente de voluntarios españoles en Despeñaperros, y había dejado un regimiento en La Carolina para proteger las comunicaciones con el centro de la península ibérica. 

### El «plan Saavedra-Castaños» y «plan de Porcuna»
El general Francisco Javier Castaños y el presidente Saavedra llevaron a cabo una serie de reuniones, primero en Carmona y después en Utrera, donde conjuntamente plantearon tanto un plan de operaciones de campaña y organización de las tropas como un plan secreto de distracción para las tropas francesas. Este sería el Plan Saavedra-Castaños. Llegado el momento y una vez cumplida con éxito la primera fase de aquel plan, Castaños se reunió con el resto de los mandos españoles en Porcuna, dando a conocer las directrices proyectadas para la segunda fase. Para lo cual pasó a exponer y discutir sobre el terreno la estrategia a seguir. Dos divisiones, una regular al mando de Félix Jones y la de reserva al mando de Manuel Lapeña, que formaban las tropas de Castaños (unos 12 000 hombres), debían atacar Andújar, clavando a las fuerzas de Dupont. Una tercera división, formada por 8000 hombres al mando del marqués de Coupigny, cruzaría el Guadalquivir más al este, a la altura de Villanueva de la Reina. Por último, Reding dirigiría al ejército de Granada (10 000 hombres) por Mengíbar.

### El combate de Mengíbar
El 13 de julio, Reding se apresta a cruzar el Guadalquivir en Mengíbar. Esta población estaba defendida por unos 2000 hombres al mando del general Ligier-Belair. En la madrugada del 14, el primer escuadrón de dragones de Numancia y el de cazadores de Olivenza, al mando del general Francisco Xavier Venegas, hacen huir a la caballería francesa al otro lado del río. Ante la amenaza de nuevos ataques, Ligier-Belair evacua la población y solicita ayuda a Vedel.
Reding, por su parte, comienza el ataque el día 15 de julio muy temprano. Ante la llegada de Vedel a media mañana, interrumpe el ataque. Vedel abandonaría la posición posteriormente, ante la petición de refuerzos por parte de Dupont, y marcharía hacia Andújar.
Al día siguiente, Reding dispone todas sus fuerzas, más refuerzos de Coupigny.
Castaños se dirigió a Sierra Morena desde su cuartel general en Utrera. El general, en una serie de osadas maniobras, desplazó su ejército de día y de noche, cambiando constantemente de dirección, de manera que las tropas francesas no pudiesen estar seguras de sus intenciones, mientras él se mantenía perfectamente al corriente de los movimientos franceses gracias a los paisanos. Ante ello, el general Dupont envió una parte importante de sus fuerzas a La Carolina, con la intención de proteger el paso hacia Madrid de un posible ataque de Castaños, lo que le hubiese supuesto la incomunicación que tanto temía. 
Dupont, desde Andújar, no se atrevió a plantear una batalla a las fuerzas de Castaños, y prefirió retroceder, buscando enlazar con las otras tropas francesas mandadas por los generales Vedel y Dufour, que venían en su ayuda y que estaban ya casi en el límite de la provincia. Al dirigirse con esa intención a Bailén el 18 de julio, se encontró con las tropas de Castaños que en esos momentos salían de la ciudad, y allí mismo se entabló la batalla.

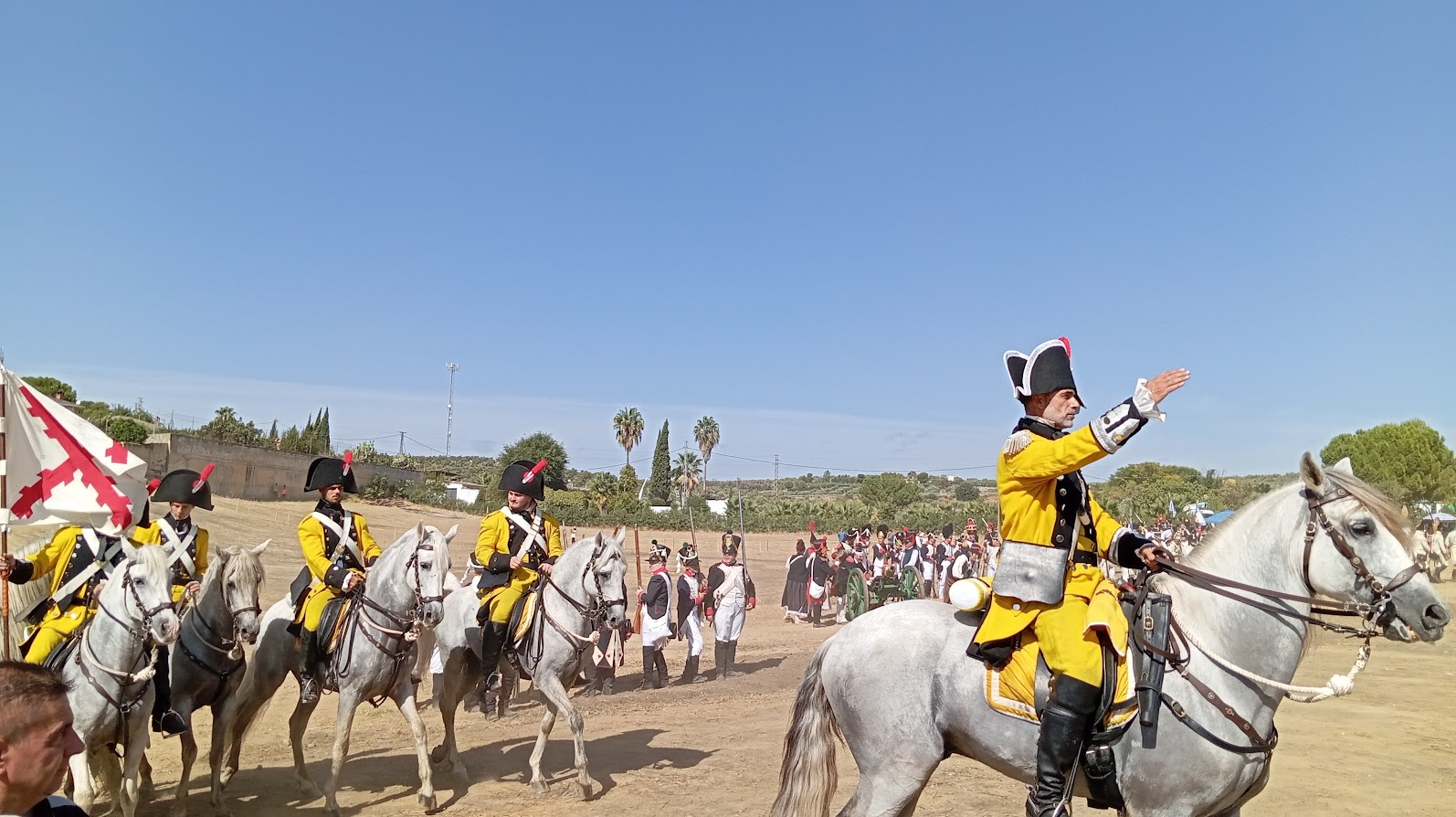
Dragones de Numancia (Recreación histórica)

## La batalla

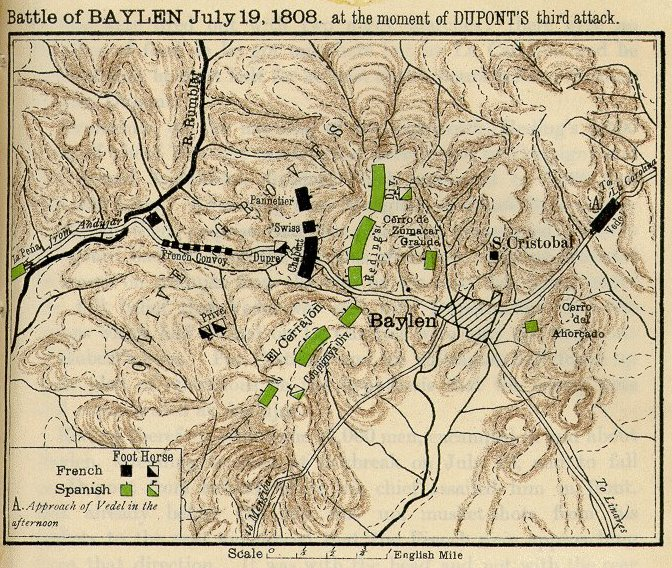
Posiciones españolas y francesas al comienzo de la batalla.

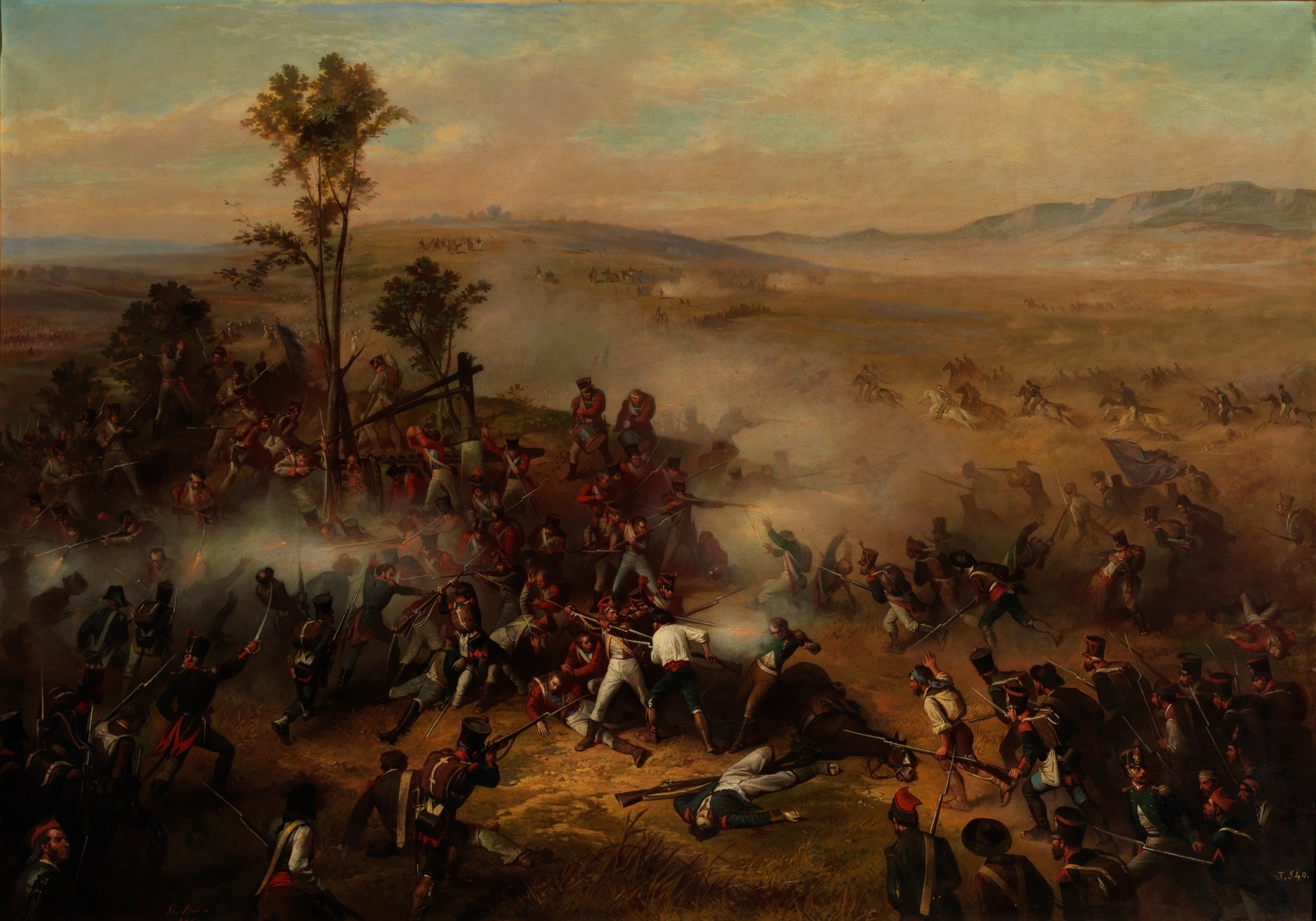
La Batalla de Bailén en una obra de Ricardo Balaca (1864), conservada en el Museo del Prado de Madrid.

La batalla, de acuerdo con el Plan de Porcuna establecido por el general Castaños, debía tener lugar en Andújar. Sin embargo, las tropas de Dupont se pusieron en marcha antes de ello en dirección a Bailén para unirse al contingente francés de Vedel, que había cruzado Despeñaperros.
En el primer período de la batalla, entre las tres y cuatro de la madrugada, la vanguardia francesa alcanzó el puente del río Rumblar, y a un kilómetro de distancia, en Ventorrillo, encontró a los primeros destacamentos españoles. Estas posiciones españolas fueron desalojadas por los franceses sin dificultad.
Cerca ya de Bailén chocaron con algunas avanzadas españolas que cayeron concéntricamente sobre ellos y que les hicieron retroceder hasta el Rumblar de nuevo. El regimiento de caballería Farnesio llegó hasta allí también. Fue entonces cuando Reding ordenó el despliegue a la salida de Bailén: en forma de media luna, ocupando las alturas para dominar todo el campo, en especial los flancos, que fueron apostados sobre los cerros Valentín, Zumacar Grande, Cerrajón, Haza Walona; y en la retaguardia en los cerros San Cristóbal y El Ahorcado en prevención de la llegada de Vedel. Con Venegas en el ala derecha, el centro de Reding y la izquierda de Coupigny, las fuerzas totales que presentaban los españoles bajo el mando de Reding en Bailén rondaban los 20 000 hombres, y las de Dupont una cifra algo inferior.

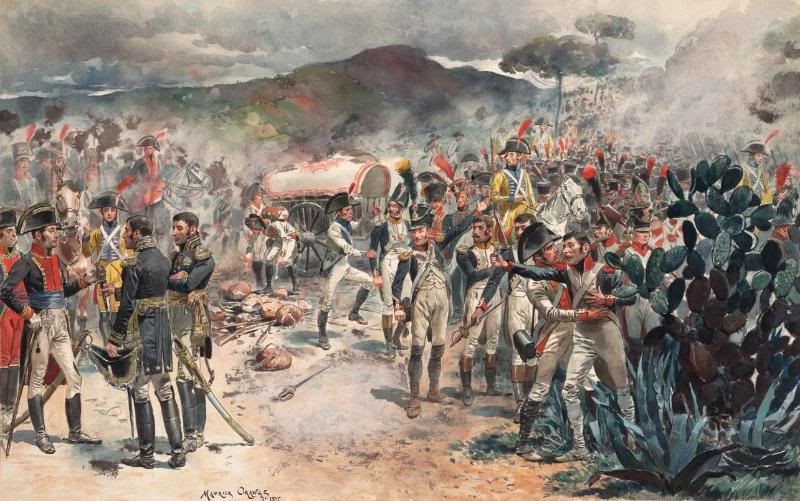
El general Dupont rindiendo su ejército ante las fuerzas españolas, en una obra de Mauricio Orange (1906).

Entre las cuatro y media y seis y media de la madrugada, el grueso de la columna francesa llegó al Rumblar. Dupont ordenó el avance de la caballería, con lo que Dupré arrolló al Farnesio y avanzó hasta la batería central española, donde acuchilló a muchos artilleros. Fueron rechazados por la infantería, que les hizo volver hasta Cruz Blanca con grandes pérdidas.
Los franceses apostaron su artillería de campaña, inferior a las piezas españolas. En el duelo artillero los franceses apenas infligieron daño alguno mientras que gran parte de sus piezas fueron desbaratadas. Dupont, mientras tanto, esperó la llegada de sus brigadas más cercanas. En el tercer período, de seis y media a ocho y media de la mañana, a la vanguardia francesa, hasta entonces mandada por Teulet, se le unió la brigada Chabert y la brigada de caballería de Privé. Las fuerzas que en ese momento tenía Dupont eran de unos 4500 hombres y casi diez piezas de artillería. A la siguiente brigada, aún le quedaban dos horas para llegar al lugar. Dupont no podía esperar a que Castaños le sorprendiera por retaguardia, así que decidió atacar aun estando en desventaja, con el objetivo de romper el centro español y enlazar con Vedel. Formó cuatro columnas de ataque flanqueadas por la caballería de Dupré y Privé y apoyadas por la artillería desde Cruz Blanca. Venegas avanzó por el ala derecha y Dupré cargó contra ellos, mientras que en el ala izquierda, el cerro del Cerrajón se hallaba tomado por los españoles. La caballería de Privé cargó para desalojarlos, y provocó su precipitado repliegue. Para apoyar esta retirada, los suizos del Regimiento de Reding n.º 3, el Regimiento Jaén y una compañía de zapadores se adelantaron. La  caballería de Privé arrolló al Jaén y obligó al resto a retroceder a sus posiciones de partida. Tras esto, el intenso fuego que recibió Privé le obligó a replegarse.
Simultáneamente a todo esto, en el centro, la infantería francesa avanzó entre la lluvia de artillería. Antes de tocar el centro de la línea española, la caballería de Farnesio y Borbón cargó contra ellos y les hizo retroceder. Para apoyar a la infantería volvieron a acudir al combate los jinetes de Privé, enfrentamiento que acabó con la retirada francesa. Dupont se vio agotado sin el auxilio de Vedel, a quien siguió esperando.
En ese momento, el resto de las tropas francesas ya estaban en el Rumblar, a unos 5 km.
En el cuarto período, de ocho y media a diez de la mañana, Reding estaba dispuesto a asestar un golpe contundente haciendo que avanzara el flanco derecho español desde el Cerro Valentín hasta el Zumacar Chico. Dupont ordenó, a la recién llegada brigada Pannetier, que se dirigieran contra ellos. Los Marinos de la Guardia se situaron en Cruz Blanca. Los franceses no lograron desalojar a los españoles de Venegas. En vista de ello, Dupont recurrió una vez más a la mermada caballería de Privé, que se desplazó desde la otra punta del campo y logró poner en retirada a los españoles. Su retirada fue cubierta por los regimientos de Barbastro, Cataluña y una sección de artillería volante. Estos provocaron el repliegue francés.

Campañas francesas posteriores a la batalla de Bailén. La derrota obligaría a Napoleón a traer refuerzos de Francia para ocupar la Península.

El desenlace final vino entre las diez de la mañana y la una de la tarde. Vedel aún no daba señales y el intenso calor apretaba, el cansancio se hacía pesado y el monte bajo estaba incendiado. La falta de agua para los franceses incrementaba su baja moral y el apoyo popular de los bailenenses a las tropas españolas fue muy importante.
Dupont decidió un avance general de sus tropas contra el centro español. El avance fue frenado por una lluvia artillera y de fuego de fusilería. Para proteger la inmediata retirada, los jinetes de Dupré cargaron contra la artillería. Dupré fue herido de muerte y sus tropas sufrieron un daño muy considerable.

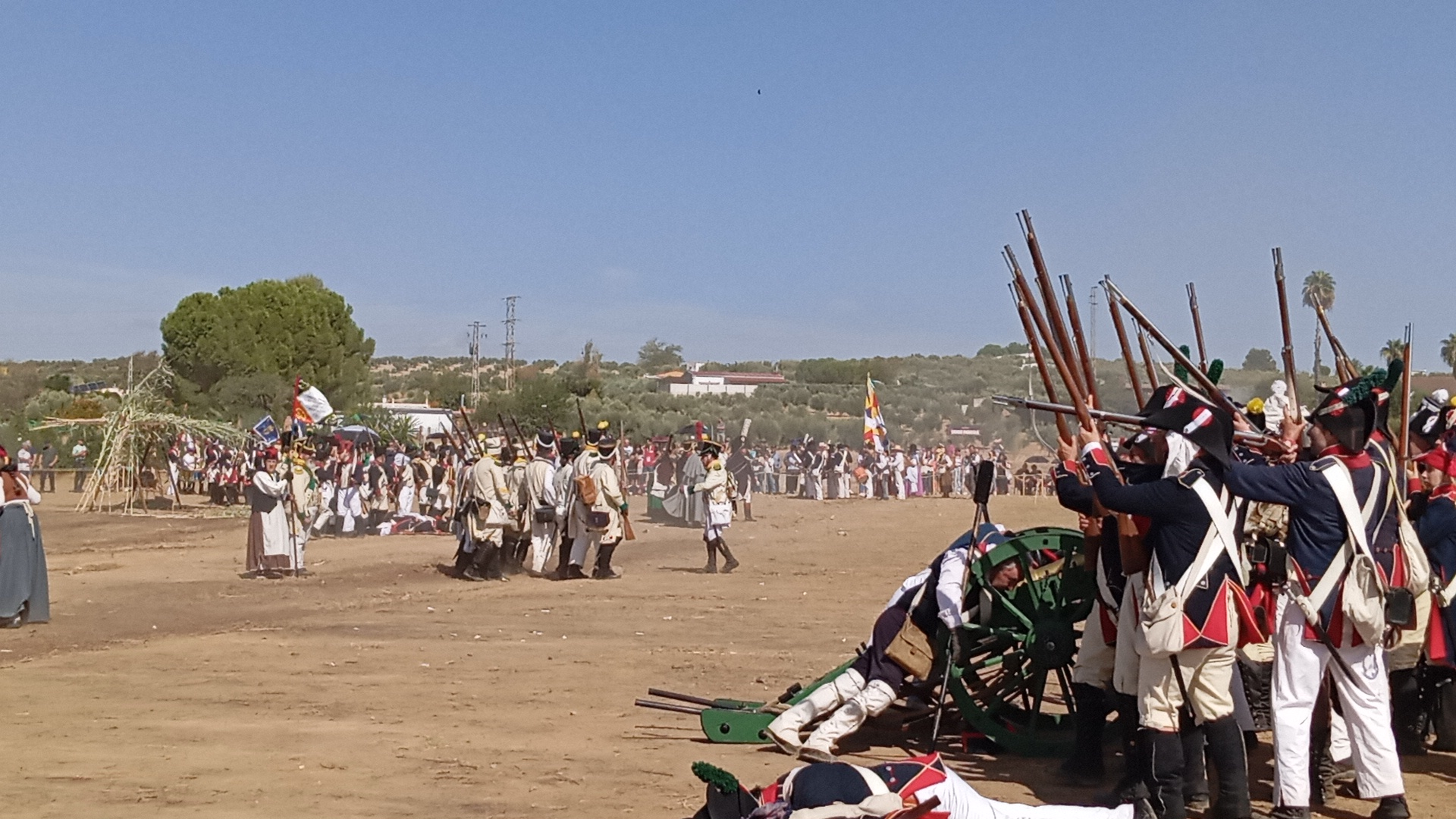
Recreación histórica de bailen de 2024 donde se ve a un grupo de guardias reales a punto de disparar después de tomar la artillería.

Hacia el mediodía la situación de Dupont era desesperada, temiendo la llegada de Castaños por retaguardia y sin la aparición de Vedel. Pensó en un último esfuerzo, reuniendo a todas las tropas presentes supervivientes, se colocó al frente con sus generales, y se lanzó al ataque contra el centro, al descubierto. Aquí cargaron por primera vez los Marinos de la Guardia. Ante las ingentes descargas españolas sus líneas se deshicieron, y con las bajas creciendo, se detuvieron y comenzaron a huir en retirada. Mientras tanto, los regimientos suizos que se integraban en ese momento en las filas francesas, se unieron a sus compatriotas del Regimiento Suizo de Reding n.º 3 en el ala derecha española. Cruz Mourgeon se asomó por el Rumblar, que acudió al ruido del combate. Estaba todo perdido, se acababan las últimas esperanzas de Dupont. Éste solicitó la suspensión del combate y el paso de sus tropas hacia Madrid. Reding aceptó el fin de las hostilidades pero ante lo segundo fue preciso reunirse con Castaños para discutir las condiciones. Mientras durasen las negociaciones las tropas permanecerían en su posición.
Pasadas las dos de la tarde, Castaños y de la Peña avistaron el Rumblar y avisaron de su llegada, avance que fue detenido tras ser informados.
Vedel y Dufour, con unos 9000 hombres, iniciaron desde La Carolina una muy lenta marcha hacia Bailén antes del inicio de la batalla. Llegaron a oír el fuego, pero Vedel estaba seguro de que Dupont vencería. Cuando este cesó, interpretó su victoria. Dejó a la mitad de sus tropas en Guarromán y a las cinco de la tarde llegó a Bailén. Reding reforzó las tropas que había en los cerros San Cristóbal y el Ahorcado. Vedel, al ver las tropas, se resistió a creer que la batalla había acabado y ordenó atacar. Una vez iniciado este ataque, llegó una orden escrita de Dupont del cese del combate, con lo que a las seis de la tarde cesó todo fuego en Bailén.

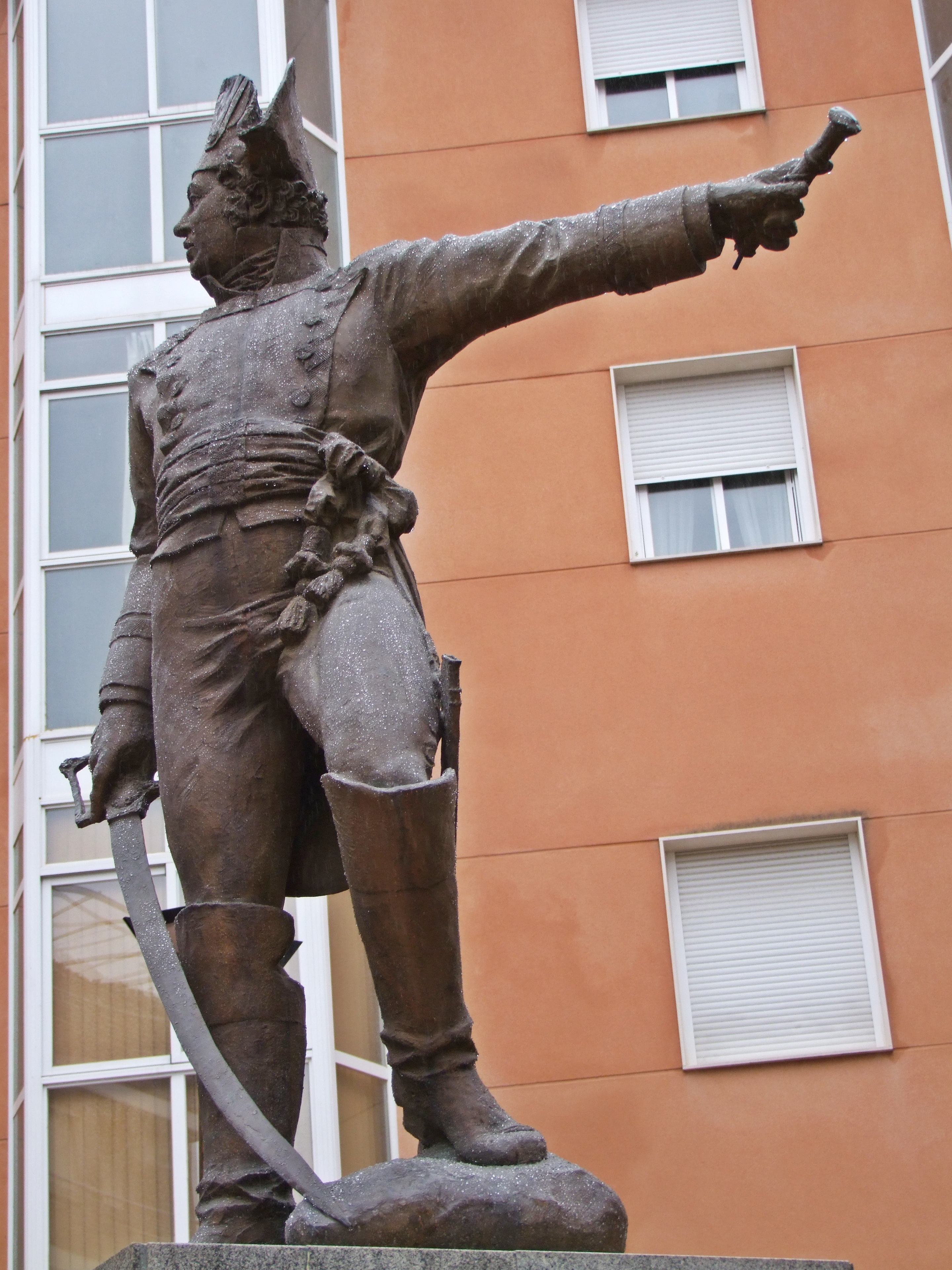
Estatua de bronce del general Reding en Bailén.

El hecho de que el enfrentamiento tuviese lugar a las mismas puertas de Bailén pudo ser decisivo para la victoria española: la población local apoyó en todo cuanto pudo a sus tropas. La ayuda más importante fue sin duda el suministro de agua para los soldados, en un día que los cronistas señalan como «especialmente caluroso» —en una región que ya de por sí registra elevadísimas temperaturas en esa época—. El suministro de agua no fue menos importante para las piezas de la artillería española, que no dejaron de cumplir su cometido contra las tropas francesas. En el bando contrario, a la inversa, la efectividad de la artillería estuvo sustancialmente reducida por el excesivo calentamiento de los cañones y por la destrucción de algunos de ellos.

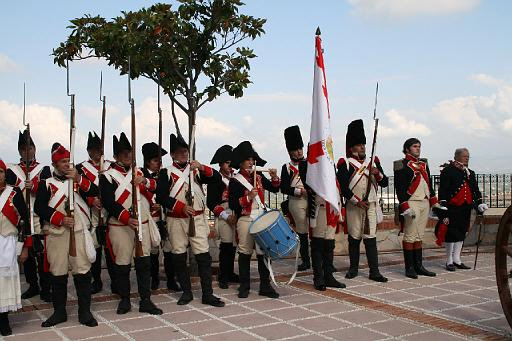
Recreación histórica de los soldados del Regimiento Suizo de Reding n.º 3, por el Grupo de Recreación Histórica de la Asociación Teodoro Reding, Málaga.

Después de varios episodios de lucha muy virulenta, en unas condiciones climáticas asfixiantes, el general Dupont fue derrotado por las tropas del general Reding antes de que las tropas del general francés Vedel, que volvían desde La Carolina al haber finalmente adivinado las intenciones del general Castaños, pudieran unirse a él. Unos 17 600 soldados franceses depusieron sus armas.
En los días posteriores se llevaron a cabo las capitulaciones entre ambos bandos.
Las condiciones de la rendición fueron clementes e incluían que las tropas francesas fueran repatriadas a Francia. Sin embargo, estas condiciones no fueron cumplidas nunca: aunque Dupont y sus oficiales fueron liberados y trasladados a Francia, una parte de sus hombres fue deportada a la desolada isla de Cabrera (al sur de la isla de Mallorca). No existía una cárcel propiamente dicha en la isla, sino que la propia isla "era" el cautiverio. Este cautiverio terminó en 1814 al firmarse la paz. Debido a la escasez de recursos de la isla y la falta de suministros por parte de las autoridades de la Junta de Defensa de Mallorca, no más de la mitad seguían vivos al finalizar la guerra, y en recuerdo de los muertos (enterrados en el Cementerio Francés) se erigió un monolito en la isla.

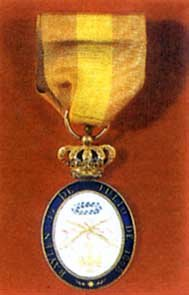
La Medalla de distinción de Bailén, condecoración militar instituida por Decreto de la Junta Suprema de Sevilla el 11 de agosto de 1808, que fue otorgada a todos los componentes del ejército que participaron en la batalla.

## Consecuencias
La derrota del general Dupont en Bailén tuvo graves consecuencias para el esfuerzo de guerra francés. La noticia se extendió por toda la península y forzó al rey José I Bonaparte a abandonar Madrid el 28 de julio en dirección a Vitoria, además de poner en duda la aparente invencibilidad de los franceses. Napoleón tuvo que acudir a la península con un nuevo y numeroso ejército para consolidar su dominio.

### San Martín y Bailén
En la batalla de Bailén participó como ayudante de campo del marqués de Coupigny, el entonces capitán José de San Martín del Batallón Ligero de Campo Mayor [luego conocido como "Regimiento de Infantería de La Albuera nº 26" (apodado "El Incansable"). 
El futuro héroe de las independencias de Argentina, Chile y Perú fue condecorado por sus acciones en esta batalla con la "Medalla de oro de los héroes de Bailén" (actualmente en el Museo Histórico Nacional), y ascendido al grado de Coronel de Caballería.

## Legado

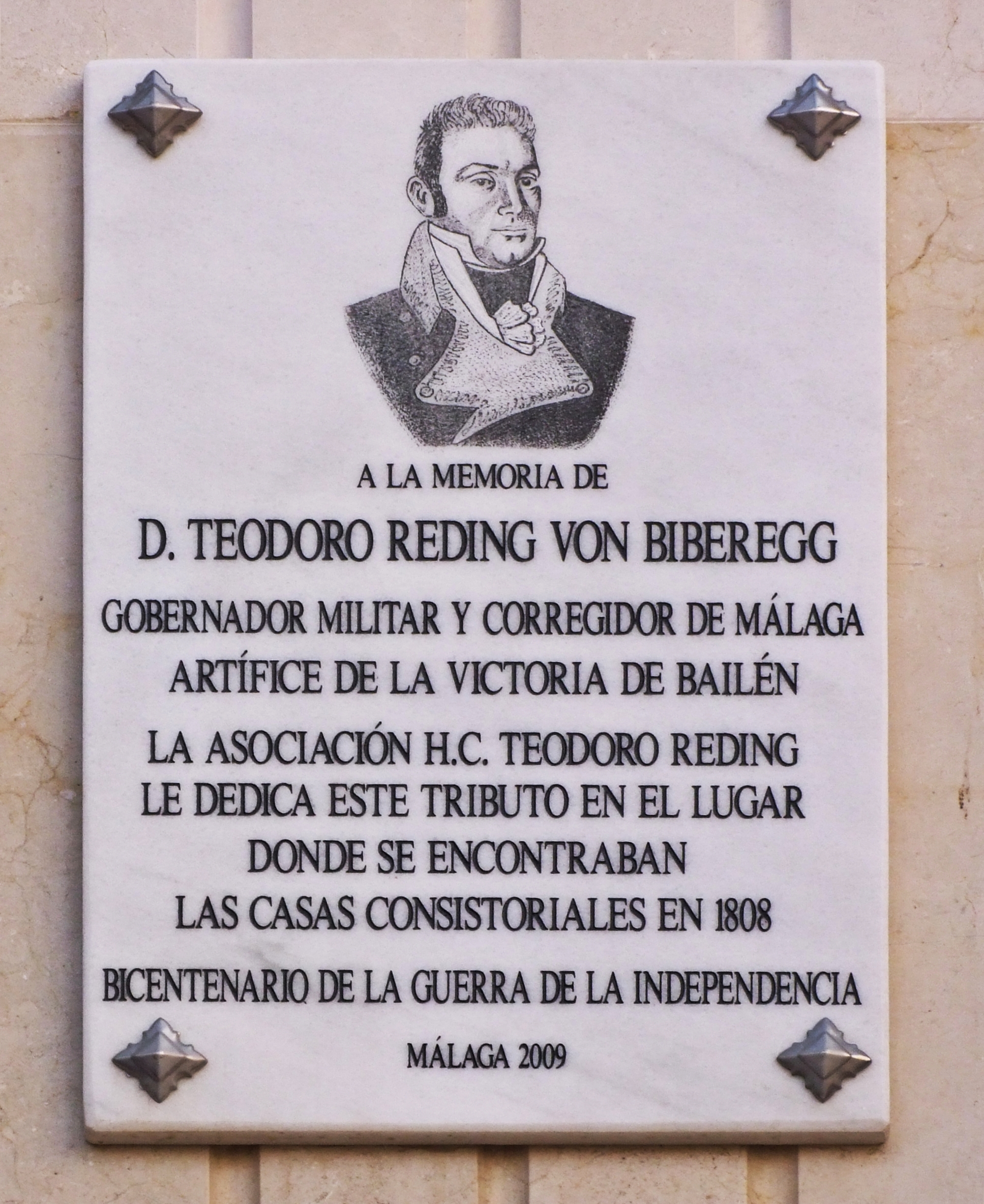
Placa de homenaje al general Reding por su victoria en Bailén en la Plaza de la Constitución de Málaga.

Todos los años, desde hace más de cien, Bailén conmemora la victoria del ejército español en las mismas fechas de julio, contando con la asistencia de tropas y de autoridades civiles y militares. Las celebraciones conmemorativas de la batalla son las fiestas principales y más destacadas de la localidad, y han sido declaradas de Interés Turístico Nacional de Andalucía. También celebra anualmente en octubre la recreación histórica de la batalla, con la asistencia de aficionados a la reconstrucción histórica de toda España y Europa, con uniformes y armas de la época, llegando a reunir a más de ochocientos participantes en la recreación de la batalla.
En el escudo de la ciudad de Bailén figura en lugar preferente un cántaro agujereado, que se dice representa a María Bellido. Según la tradición, esta mujer habría utilizado el cántaro precisamente para suministrar agua a los soldados españoles, algo que resultó de gran importancia para el resultado de la batalla, dadas las altas temperaturas que hubo ese día; parece más bien, sin embargo, que se trata de una personificación simbólica: todo el conjunto de la ciudad habría colaborado con ese suministro durante la batalla, y el personaje de María Bellido se habría creado precisamente para personalizar el gesto, ya que dice la leyenda que una bala perforó el cántaro de esta mujer mientras estaba dando de beber a los soldados españoles.
Asimismo, el acontecimiento bélico está presente en cada rincón de la ciudad, existiendo diversas estatuas, placas y monolitos.
El crecimiento de la localidad a lo largo de las décadas ha ido comiendo terreno al campo de batalla original, permaneciendo aún un 60 % aproximadamente de él. La zona central, en la que se ubica la Noria de San Lázaro, está en obras de conservación. La noria fue un punto clave para el abastecimiento de agua para las tropas españolas y un lugar disputado por el acceso a ella en el caluroso día en que tuvo lugar la batalla.